# Gonepteryx maderensis
Gonepteryx maderensis, the Madeira Brimstone, là một loài bướm ngày thuộc họ Pieridae. Nó là loài đặc hữu của Madeira. Môi trường sống tự nhiên của chúng là các khu rừng ôn hòa. Nó bị đe dọa do mất môi trường sống.